# Lézardrieux
Lézardrieux je francouzská obec v departementu Côtes-d'Armor v regionu Bretaň. V roce 2011 zde žilo 1 591 obyvatel. Je centrem kantonu Lézardrieux.
Obec se nachází přibližně 400 km západně od Paříže, 130 km severo-západně od Rennes, 40 km severozápadně od Saint-Brieuc.
Obec se nachází na západním břehu ústí řeky Trieux.

## Vývoj počtu obyvatel
Počet obyvatel 